# سلام ایر
سلام ایر (عربی: طيران السلام) شرکت هواپیمایی عمانی است، که در سال ۲۰۱۶ تأسیس شد. این شرکت داری ۴ فروند ایرباس ۳۲۱ و ۶ فروند ایرباس ۳۲۰ نئو و ۱ فروند ایرباس ۳۲۰ کارگو می باشد‌